# Мешкряк
Мешкряк (рум. Meșcreac) — село у повіті Алба в Румунії. Входить до складу комуни Редешть.
Село розташоване на відстані 272 км на північний захід від Бухареста, 22 км на північний схід від Алба-Юлії, 60 км на південь від Клуж-Напоки.

## Населення
За даними перепису населення 2002 року у селі проживали 277 осіб, з них 271 особа (97,8%) румунів. Рідною мовою 271 особа (97,8%) назвала румунську.